# Гайвуд (Монтана)
Гайвуд (англ. Highwood) — переписна місцевість (CDP) в США, в окрузі Чуто штату Монтана. Населення — 165 осіб (2020).

## Географія
Гайвуд розташований за координатами 47°35′57″ пн. ш. 110°46′4″ зх. д. / 47.59917° пн. ш. 110.76778° зх. д. (47.599204, -110.767715).  За даними Бюро перепису населення США в 2010 році переписна місцевість мала площу 11,65 км², уся площа — суходіл.

## Демографія
Згідно з переписом 2010 року, у переписній місцевості мешкало 176 осіб у 67 домогосподарствах у складі 47 родин. Густота населення становила 15 осіб/км².  Було 73 помешкання (6/км²).
Расовий склад населення:
| - 95,5 % — білих - 2,8 % — корінних американців - 0,6 % — вихідців з тихоокеанських островів - 0,6 % — азіатів |

До двох чи більше рас належало 0,6 %. Частка іспаномовних становила 0,0 % від усіх жителів.
За віковим діапазоном населення розподілялося таким чином: 23,3 % — особи молодші 18 років, 61,9 % — особи у віці 18—64 років, 14,8 % — особи у віці 65 років та старші. Медіана віку мешканця становила 40,0 року. На 100 осіб жіночої статі у переписній місцевості припадало 100,0 чоловіків;  на 100 жінок у віці від 18 років та старших — 92,9 чоловіків також старших 18 років.
Середній дохід на одне домашнє господарство  становив 55 093 долари США (медіана — 45 250), а середній дохід на одну сім'ю — 59 104 долари (медіана — 53 125). Медіана доходів становила 37 344 долари для чоловіків та 38 750 доларів для жінок. За межею бідності перебувало 2,2 % осіб, у тому числі 0,0 % дітей у віці до 18 років та 0,0 % осіб у віці 65 років та старших.
Цивільне працевлаштоване населення становило 123 особи. Основні галузі зайнятості: освіта, охорона здоров'я та соціальна допомога — 16,3 %, виробництво — 13,0 %, науковці, спеціалісти, менеджери — 11,4 %, мистецтво, розваги та відпочинок — 10,6 %.